# Авалиани, Симон Лукич
Симо́н Луки́ч Авалиа́ни (1881—1922) — русский и грузинский историк, педагог и общественный деятель.

## Биография
Родился 27 марта 1881 года в Кутаиси в семье отставного подполковника и обедневшей дворянки. Рано став сиротой, воспитывался у опекунов.
В 1900 году поступил на историческое отделение Новороссийского университета, окончил в 1904 году историко-филологический факультет. Своими учителями считал профессоров кафедры русской истории — И. Линниченко и кафедры всемирной истории — Е. Щепкина.
В студенческие годы, в 1902—1903 годах, возглавлял землячество грузинских студентов. В эти же годы он опубликовал свои первые статьи в журналах «Кавказский вестник» и «Могзаури» (груз. მოგზაური, «Путник»). В 1904 году под руководством Линниченко написал работу на тему «Земские Соборы в эпоху смут». К 1908 году Авалиани был автором порядка двух десятков научных работ по истории России и Кавказа; некоторые его статьи печатались в авторитетном российском журнале «Богословский вестник». Иногда использовал псевдонимы Ав—ни, С. и А—ни, С. Преподавал в одесских средних учебных заведениях — в женских гимназиях Л. Кауфман, Ю. Шилейко и О. Шоль; в мужских — реальном училище взаимопомощи приказчикам Одессы и в частном учебном заведении Г. Гефена. Симон Лукич хотел преподавать в высшей школе, но попечитель Одесского учебного округа А. Щербаков не утвердил его избрание в преподаватели Новороссийского университета и Одесских высших женских курсов.
В 1911 году С. Л. Авалиани развернул широкую деятельность в Одесском обществе истории и древностей и Одесском библиографическом обществе при Новороссийском университете. В 1912—1913 годах вышел его трехтомный труд о крестьянской реформе в Закавказье (позднее он написал ещё два тома). В 1915 году в Петроградском университете он защитил эту фундаментальную работу как магистерскую диссертацию. Одесский учёный был избран приват-доцентом по кафедре русской истории Петроградского университета. Он вместе с женой-одесситкой переехал российскую столицу. Принимал участие в общественной жизни Петербурга — был членом Литературно-артистического клуба, Общества литераторов и ученых, различных кредитных и ссудно-сберегательных товариществ, лекционных комитетов.
После Октябрьской революции Симон Лукич вернулся в Одессу, где пробыл до середины 1919 года. Затем переехал в Грузию, где с 1919 года работал профессором в Тбилисском университете и Тбилисском политехническом институте (с 1921 года — его ректор). Был назначен на должность комиссара производственно-технического отдела Высшего Совета народного хозяйства.
Умер от холеры 11 августа 1922 года.
Научные труды С. Л. Авалиани были посвящены широкому кругу событий Российской империи — Земские соборы в Московском государстве XVI−XVII веков, падение крепостного права и крестьянский вопрос в России, землепользование и землеустройство в России в XIX веке, крестьянский вопрос в Закавказье в XIX − начале XX веков и другие.

## Труды
- С. Л. Авалиани. Земские соборы. 1900 г.
- С. Л. Авалиани. Беседа преподобных Сергия и Германа, валаамских чудотворцев, как исторический источник. Сергиев Посад. 1909.
- С. Л. Авалиани. Земские соборы. О представительстве на земских соборах XVI и начала XVII веков. Одесса. 1910 г.
- С. Л. Авалиани. Бумаги профессора А. Е. Назимова. Изд. Тип. штаба Одесского военного округа. 1911 г.
- С. Л. Авалиани. Библиографический указатель юбилейной литературы о крепостном праве и крестьянской реформе 1861- 19 февраля 1911 г. Одесса. 1911 г.
- С. Л. Авалиани. Крестьянская реформа в Закавказье. СПб. Т. 1-5. 1911—1920 г.
- С. Л. Авалиани. Волнения крестьян в царствование императора Александра 1. По архивным материалам. Сергиев Посад. 1912 г.
- С. Л. Авалиани. Граф М. С. Воронцов и крестьянский вопрос. Вып. 1-2. Одесса. 1912—1914 г.
- С. Л. Авалиани. Очерки по крестьянскому вопросу в Закавказье. Одесса. 1913 г.
- С. Л. Авалиани. Обзор изданий и сочинений по грузиноведению. Т. 1. 1914 г.
- С. Л. Авалиани. Зависимые сословия на Северном Кавказе. Одесса. 1914 г.
- С. Л. Авалиани. Заметки к истории войны 1812 года. СПб. 1914 г.
- С. Л. Авалиани. Кавказские евреи. Нравы и быт. Одесса. 1914.
- С. Л. Авалиани. Земские соборы. Литературная история земских соборов. Изд. 2-е. доп. и испрв. 1916 г.
- С. Л. Авалиани. Земельные комитеты и их задачи в разрешении земельного дела в России. 1917 г.
- С. Л. Авалиани. Земельный вопрос в программе партии соц-революционеров. Пг. 1917 г.
- С. Л. Авалиани. Земельный вопрос в России и кооперация. Пг. 1017 г.
- С. Л. Авалиани. Кооперация и социализм. Пг. 1917 г.
- С. Л. Авалиани. Национальный вопрос в России и его решение в программах политических партий. Пг. Благо. 1917 г.
- С. Л. Авалиани. Грузия и добровольческая армия. Одесса. 1919 г.